# FAM218A
FAM218A (англ. Family with sequence similarity 218 member A) – білок, який кодується однойменним геном, розташованим у людей на 4-й хромосомі. Довжина поліпептидного ланцюга білка становить 157 амінокислот, а молекулярна маса — 17 021.
| 10         |  | 20         |  | 30         |  | 40         |  | 50         |
| ---------- |  | ---------- |  | ---------- |  | ---------- |  | ---------- |
| MEGCAVRRGS |  | CPLLPGPSAW |  | RASPAGWAGR |  | AKLRSWCRAS |  | GLPNRPYTLT |
| GGRHGSVSLL |  | RHPGTTTFVQ |  | QRSLHQSWEK |  | RIVFSACPVS |  | RSWCPERNFS |
| GSIPAVTPPK |  | LPGHSKSEGP |  | PGKVRKRTTI |  | RSQPLFVTRT |  | RGFGSAVGWL |
| PLGSPVL    |  |            |  |            |  |            |  |            |

A: Аланін

C: Цистеїн

E: Глутамінова кислота

F: Фенілаланін

G: Гліцин

H: Гістидин

I: Ізолейцин

K: Лізин

L: Лейцин

M: Метіонін

N: Аспарагін

P: Пролін

Q: Глутамін

R: Аргінін

S: Серин

T: Треонін

V: Валін

W: Триптофан